# Гръклян
Гръклянът, наричан още ларинкс (на латински: larynx), е човешки орган, който се намира в гърлото между фаринкса и трахеята, разположен на нивото на IV-VI шиен прешлен. Встрани той граничи със съдово-нервния сноп на шията и страничните дялове на щитовидната жлеза, а отпред се покрива от повърхностните мускули на шията. Той е гласообразуващият орган при човека.

## Части на гръкляна
Гръклянът се състои от хрущялен скелет със стави, мускули и гръклянова кухина.

### Хрущяли и стави
Хрущялите са три нечифтни (пръстеновиден, щитовиден и надгръклянник, разположени един над друг) и три чифтни (пирамиден, роговиден и клиновиден), свързани заедно посредством стави.
- Пръстеновидният хрущял (на латински: cartilago cricoidea) има формата на пръстен и образува основата на ларинкса.
- Щитовидният хрущял (на латински: cartilago thyroidea) е съставен от две четириъгълни пластинки и подобно на щит прикрива важни части на ларинкса – пирамидните хрущяли, гласните връзки и др. Той има форма на щит и е по-силно изпъкнал при мъжете (адамова ябълка).
- Надгръклянникът, известен още като епиглотис (на латински: cartilago epiglotidis) се разполага над входа на ларинкса и зад корена на езика. Изграден е от еластичен хрущял с формата на крушов лист, който с по-тясната си долна част се прикрепва към задната повърхност на щитовидния хрущял.
- Пирамидният хрущял (на латински: cartilago arythenoidea) има форма на тристенна пирамида с основа, връх и три повърхности – задна, медиална и латерална. На основата се намира ставна повърхност, чрез която той се свързва с горния ръб на пръстеновидния хрущял. Чрез пирамидния хрущял са свързани странично двете части на гласовия мускул – т.нар. гласни връзки (струни), гласилки.
- Роговидният хрущял е здраво свързан с върха на пирамидния хрущял.
- Клиновидният хрущял се разполага малко по-нагоре от роговидния, в гънката между пирамидния хрущял и надгръклянника.

Ставните свързвания са между щитовидния и пръстеновидния хрущял, както и между пръстеновидния и пирамидните хрущяли. При движения в тях гласните връзки се привеждат в различна степен на опънатост, определяща качеството на гласа. Движенията в ставите между отделните хрущяли се осъществява в резултат на действията на мускулите на ларинкса в една или друга става.

### Мускули
Мускулите на ларинкса са напречнонабраздени и в зависимост от функциите си се разделят на:
- Мускули, стесняващи гласната цепка.
  - Страничен пръстеновидно-пирамиден мускул.
  - Напречен междупирамиден мускул.
  - Коси междупирамидни мускули.
- Мускули, разширяващи гласната цепка.
  - Заден пръстеновидно-пирамиден мускул.
  - Щитовидно-надгръклянен мускул.
- Мускули, изменящи степента на напрежение на гласните връзки.
  - Пръстеновидно-щитовиден мускул.
  - Вътрешен щитовидно-пирамиден мускул (гласовият мускул).

### Гръклянова кухина
Кухината на гръкляна (на латински: cavum laryngis) е постлана с лигавица, която нагоре е свързана с лигавицата на фаринкса, а надолу продължава в тази на трахеята. При преминаването ѝ върху гласните връзки, тя образува гънки, които имат предно-задна посока, наречени същински (истински) гласни гънки (на латински: plicae vocales). Над истинските гласни връзки, лигавицата образува други две гънки, също с предно-задна посока, наречени стомахчеви гънки (на латински: plicae ventriculares).
Гръкляновата кухина се разделя от гласните връзки на три дяла, разположени един под друг:
- Преддверие на гръкляна – пространството от входа на гръкляна до лъжливите гласни гънки. Подлигавицата в тази област е сравнително хлабава.
- Среден дял (на латински: rima vestibule), който е заграден от същинските и лъжливите гласни гънки. Затворената между тях кухина се вдава странично и образува различно по големина джобче, наречено стомахче на ларинкса (на латински: Ventriculus laryngis). В тази част подлигавицата става по-плътна.
- Третият дял се разполага надолу от гласната цепка (на латински: rima glottides или glottis) и се ограничава от конусовидната еластична мембрана и пръстеновидния хрущял. Надолу той се разширява постепенно и преминава в дихателната тръба. Подлигавицата в тази област е доста плътна и съдържа еластични влакна.

Същинските гласни гънки са подвижни при говор и дишане, докато лъжливите не променят положението си.